# Trebius Niger
Trebius Niger was een van de gezellen van Lucius Lucullus, en  proconsul in Hispania Baetica in 150 v.Chr.. Hij schreef een werk over natuurkunde, waarnaar gerefereerd wordt door Plinius maior (H. N. IX 25 s. 41, 30 s. 48, XXXII 2 s. 6.).

## Referentie
W. Smith, art. Niger, Trebius, in W. Smith (ed.), A dictionary of Greek and Roman biography and mythology, II, Londen, 1870, p. 1202.